# 田園の憂鬱

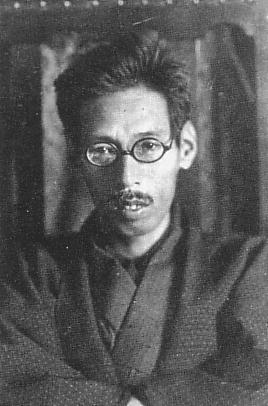
大正期の佐藤春夫

『田園の憂鬱』（でんえんのゆううつ）は、佐藤春夫の小説。『病める薔薇』（やめるそうび）の別タイトルを持つ。1919年（大正8年）定本刊行。都会を逃れた田園生活での、自らの憂鬱で病的な心情や心象風景が描かれている。

## 概要
当初は『病める薔薇』の題名で雑誌「黒潮」に掲載された。1916年5月のことである。『田園の憂鬱』の約4分の1に相当する部分まで書き進め、『続病める薔薇』として原稿用紙50枚を書き上げたが、編集者から拒否されたため、自ら遺棄する。その後、1918年2月に『田園の憂鬱』として全編を書きあげ、同年9月に雑誌「中外」に掲載された。しかし、佐藤自身が作品に不満を持っていたため推敲を重ね、1919年3月に定稿とする。
内容は、自らの田園生活の中で、佐藤自身の心境が重ねられ赤裸々に吐露されており、憂鬱と倦怠に象徴されるような病的な当時の心境が描かれている。文体は写実的で、自身が持っている深い感情に裏打ちされ、同時に修飾され抒情的文体に昇華されている。この抒情的情景には、日本人が共通して持っている古き良き時代へのノスタルジアや感情をも秘めているため、多くの共感を得ることができる、と指摘する者もある。当時佐藤は神経衰弱を患っており、都会から離れ田舎暮らしを行うことで都会で受けた神経の摩耗を取り戻そうとしたが、この作品を描くことでさらに自己蘇生を期待していたとも取れる。

## 作品の舞台
神奈川県都筑郡中里村鉄は、現在の横浜市青葉区鉄町にあたり、武蔵国と相模国の国境に近い丘陵地で、武蔵野台地の南端にあり、鶴見川が流れている。気候は温暖で、緩やかな丘陵が続き、ブナ科のコナラが多く武蔵野らしい雰囲気をよく残している。地下水にも恵まれ小川や湧水池もあった。また水田や炭焼きも行われており、素朴な田園地帯でもあった。1916年（大正5年4月）、佐藤は内縁の妻と2匹の犬や1匹のネコとともにこの地へ移住し、1920年（大正9年）までを過ごした。現在、付近に文学碑「田園の憂鬱由縁の地」が建立されている。

## 現行版
- 『田園の憂鬱』新潮文庫、改版1996年。ISBN 978-4-10-107001-8
- 『女誡扇綺譚・田園の憂鬱 ほか』小学館（選書判）、2019年。ISBN 978-4-09-352379-0
- 『田園の憂鬱』岩波文庫、改版2022年。ISBN 978-4-00-310719-5